# Мандрівка в молодість
«Мандрівка в молодість» — радянський чорно-білий художній фільм — спортивна комедія 1956 року, знятий на Кіностудії ім. О. Довженка

## Сюжет
Фільм про спортсменів-альпіністів. Директор заводу Назаров і інженер Петров постійно конфліктують. Обидва мріють про відпустку, щоб на якийсь час побути один без одного. Так сталося, що вони опинилися в одному альпіністському загоні. Тут головним виявився Петров. Знадобилося загонове життя і чималі труднощі, щоб Назаров зрозумів, яким мужнім, людяним і цільним є Петров.

## У ролях
- Євген Бондаренко — Степан Павлович Назаров, директор заводу
- Тамара Чернова — Марина Степанівна Назарова, дочка директора
- Анатолій Кузнецов — В. А. Петров, інженер, спортсмен-альпініст
- Олег Анофрієв —Крушинський, стиляга Кока, наречений Марини
- Ілля Моровщик — Іванчук, токар, альпініст
- Тамара Яренко — Наташа
- Зоя Василькова — Олена Маякова, альпіністка
- Р. Кватадзе — Ілуша
- Володимир Борисенко — епізод
- Сергій Петров — Петров, лікар
- Валентина Телегіна — Марфуша, домробітниця Назарових
- Г. Цегарешвілі — альпініст
- Гіулі Чохонелідзе — альпініст
- Євген Моргунов — завгосп альптабору «Зірочка»
- Микола Панасьєв — міліціонер
- Володимир Крайниченко — епізод

## Знімальна група
- Сценарист: Олександр Філімонов
- Режисери-постановники: Володимир Крайниченко, Григорій Ліпшиц
- Оператори-постановники: Віталій Філіппов, Вадим Іллєнко, Валентин Орлянкін
- Композитори: Микита Богословський, Оскар Сандлер
- Художник-постановник: Фелікс Вакеріса-Гальдос
- Режисер: С. Грабін
- Звукооператор: Софія Сергієнко
- Текст пісень: Наталії Добржанської
- Оркестр Міністерства культури УРСР
- Консультанти: Михайло Погребецький, В. Рожко
- Директор картини: Микола Шаров